# Annales d’horticulture Belge et étrangère
Annales d’horticulture Belge et étrangère (abreviado Ann. Hort. Belge Étrangère) fue una revista científica con ilustraciones y descripciones botánicas que fue editada en Lieja, publicándose los números 15 al 24 desde 1865 hasta 1874. Fue precedida por Annales de botanique et d’horticulture y reemplazado por Belgique horticole.